# Litawa
Litawa (niem. Leitha, węg. Lajta) – rzeka w Austrii i na Węgrzech, prawy dopływ Dunaju. Długość rzeki wynosi 180 km.
Litawa powstaje z połączenia rzek Pitten i Schwarza w gminie targowej Lanzenkirchen w Dolnej Austrii. Płynie najpierw ku północnemu wschodowi, przepływając przez wschodnią Kotlinę Wiedeńską i zarazem północną część Burgenlandu na długości około 15 km z niewielkim nachyleniem, następnie biegnie na wysokości 157 m n.p.m. koło gminy Bruckneudorf i na wysokości 144 m n.p.m. w pobliżu gminy Nickelsdorf, wzdłuż północno-zachodniego podnóża Gór Litawskich i przez bramę Brucker Pforte. Już na obszarze Węgier, na Małej Nizinie Węgierskiej, przyjmuje kierunek wschodni i na wysokości 120 m n.p.m. wpływa do południowego odgałęzienia Dunaju, Dunaju Moszońskiego, koło miasta Mosonmagyaróvár.
W swoim biegu Litawa charakteryzuje się urozmaiconą strukturą, mając odcinki z szybszym i wolniejszym przepływem oraz różnej wysokości poziomem wody, a ponadto liczne zatoki i starorzecza. Generalnie jest uważana za rzekę o płytkiej wodzie. Sprzyja powstawaniu różnorodnej ichtiofauny, dzięki czemu jest świetnym miejscem do uprawiania wędkarstwa. Najważniejszymi rybami żyjącymi w Litawie są karp, szczupak, pstrąg potokowy, lin, sandacz, sum, brzana, okoń, ukleja, płoć i boleń.
Wody Litawy są wykorzystywane przez małe lokalne kanały, z których największy jest Wiener Neustädter Kanal, łączący Wiener Neustadt i Wiedeń. W środkowym biegu wody Litawy napędzają wiele młynów i małych elektrowni wodnych oraz zasilają liczne małe kanały i zbiorniki irygacyjne.
Z większych miast nad Litawą leżą tylko Wiener Neustadt, Bruck an der Leitha i Mosonmagyaróvár.
Litawa miała nieproporcjonalne do swej wielkości znaczenie polityczne. Dziś na niektórych odcinkach stanowi granicę dwóch krajów związkowych Austrii – Dolnej Austrii i Burgenlandu. Wcześniej od czasu ukształtowania się wschodniej granicy Marchii Wschodniej około 1140 roku do podpisania traktatu w Trianon w 1920 roku na tym odcinku stanowiła granicę Austrii i Węgier. Natomiast od czasu powstania Austro-Węgier w 1867 roku do ich upadku w 1918 roku Litawa stanowiła granicę między Austrią właściwą a pozostającym z nią w unii Królestwem Węgier. Od nazwy rzeki urobiono dwie potoczne nazwy dwóch części monarchii: „Zalitawia” („Translitawia”) dla Węgier (oficjalnie: „Kraje Korony Świętego Stefana”), leżących z punktu widzenia Wiednia za Litawą, i „Przedlitawia” („Cislitawia”) dla pozostałej części monarchii, która nie miała własnej oficjalnej nazwy (urzędowo były to „Królestwa i Kraje w Radzie Państwa Reprezentowane”, zaś od 1915 roku „Kraje austriackie”).

## Galeria

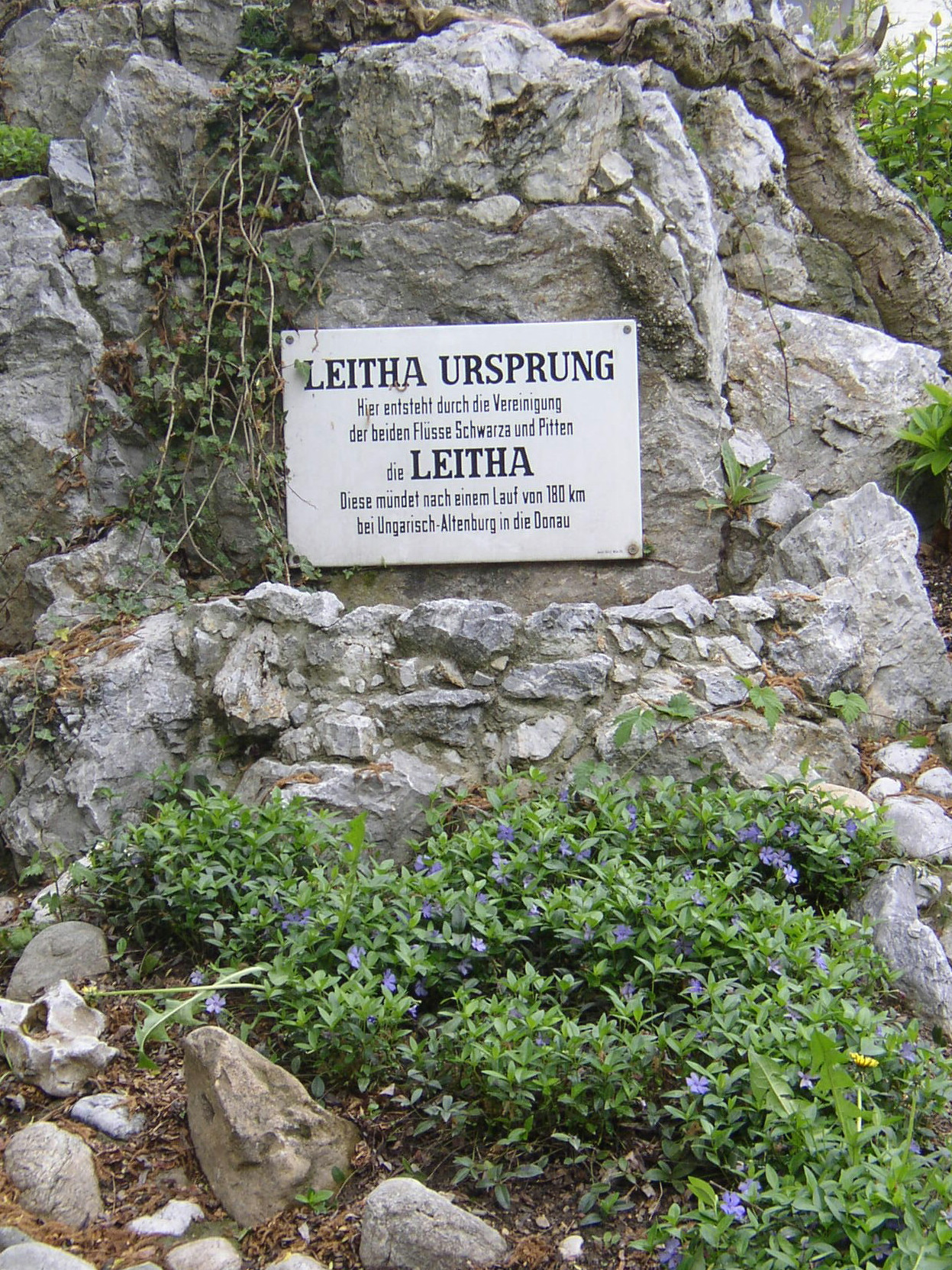
Tablica informująca o początku Litawy w Haderswörth w gminie targowej Lanzenkirchen
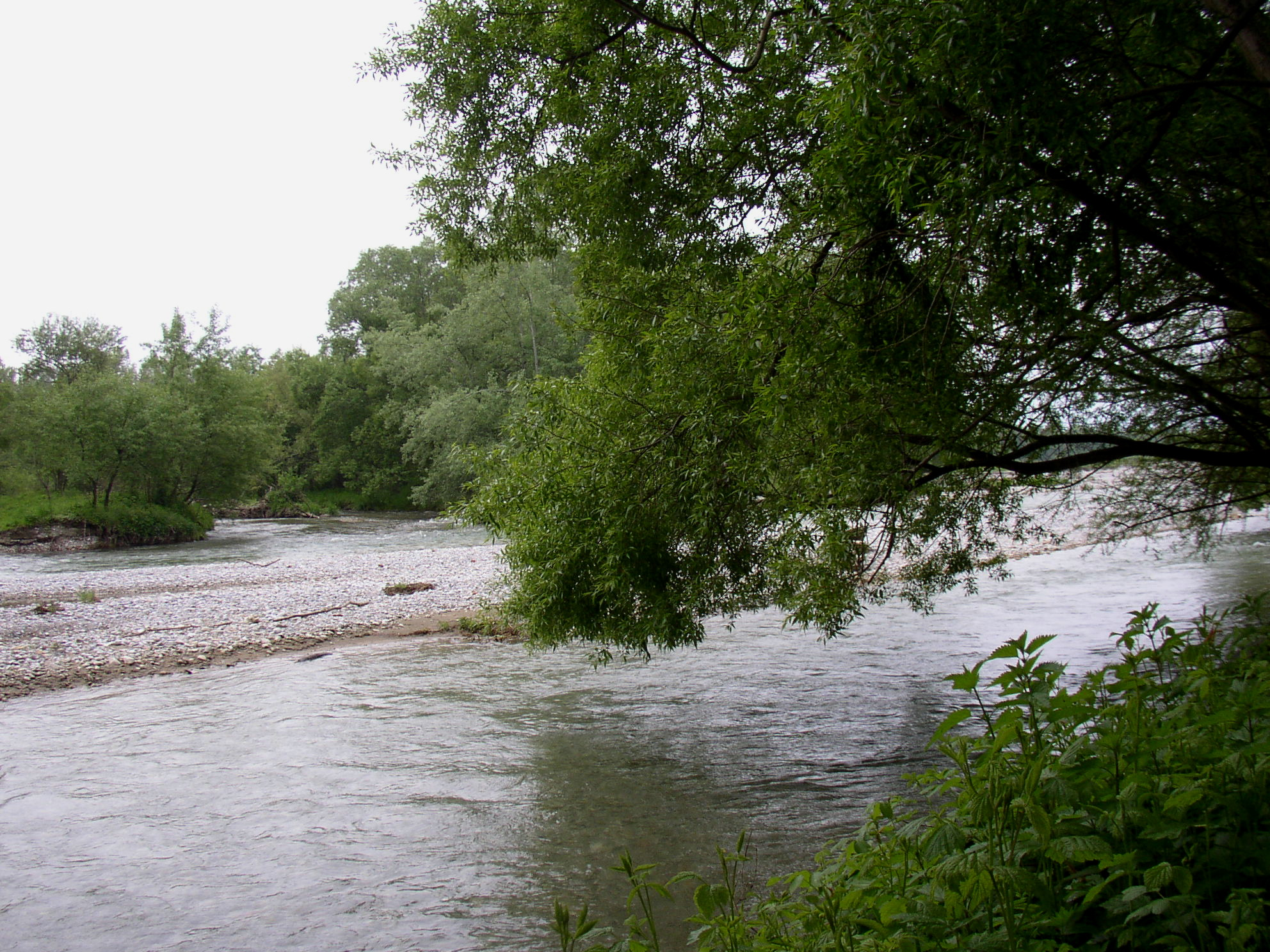
Rzeki Schwarza (po prawej) i Pitten (w środku) łączące się w Litawę
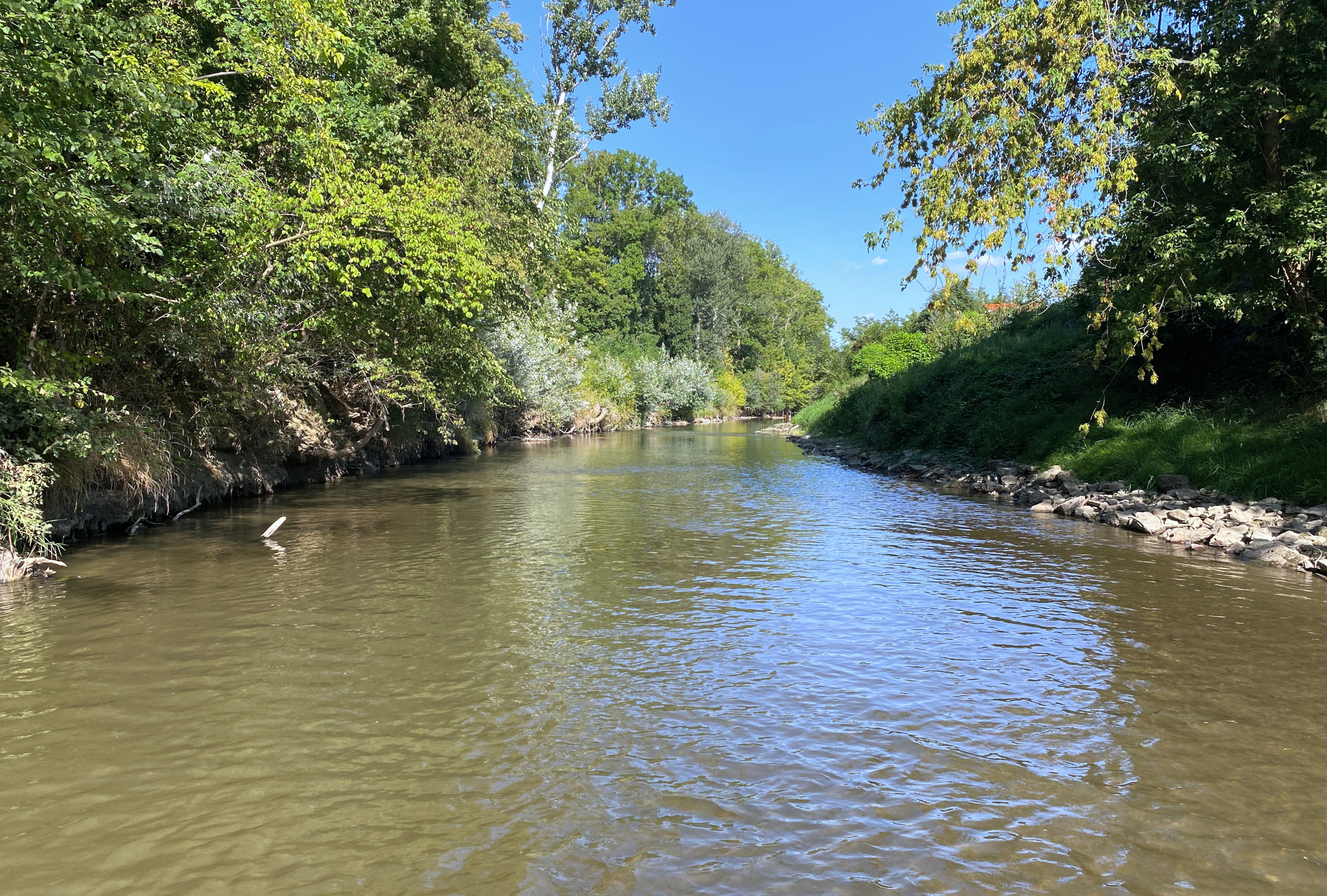
Litawa w gminie Bruckneudorf
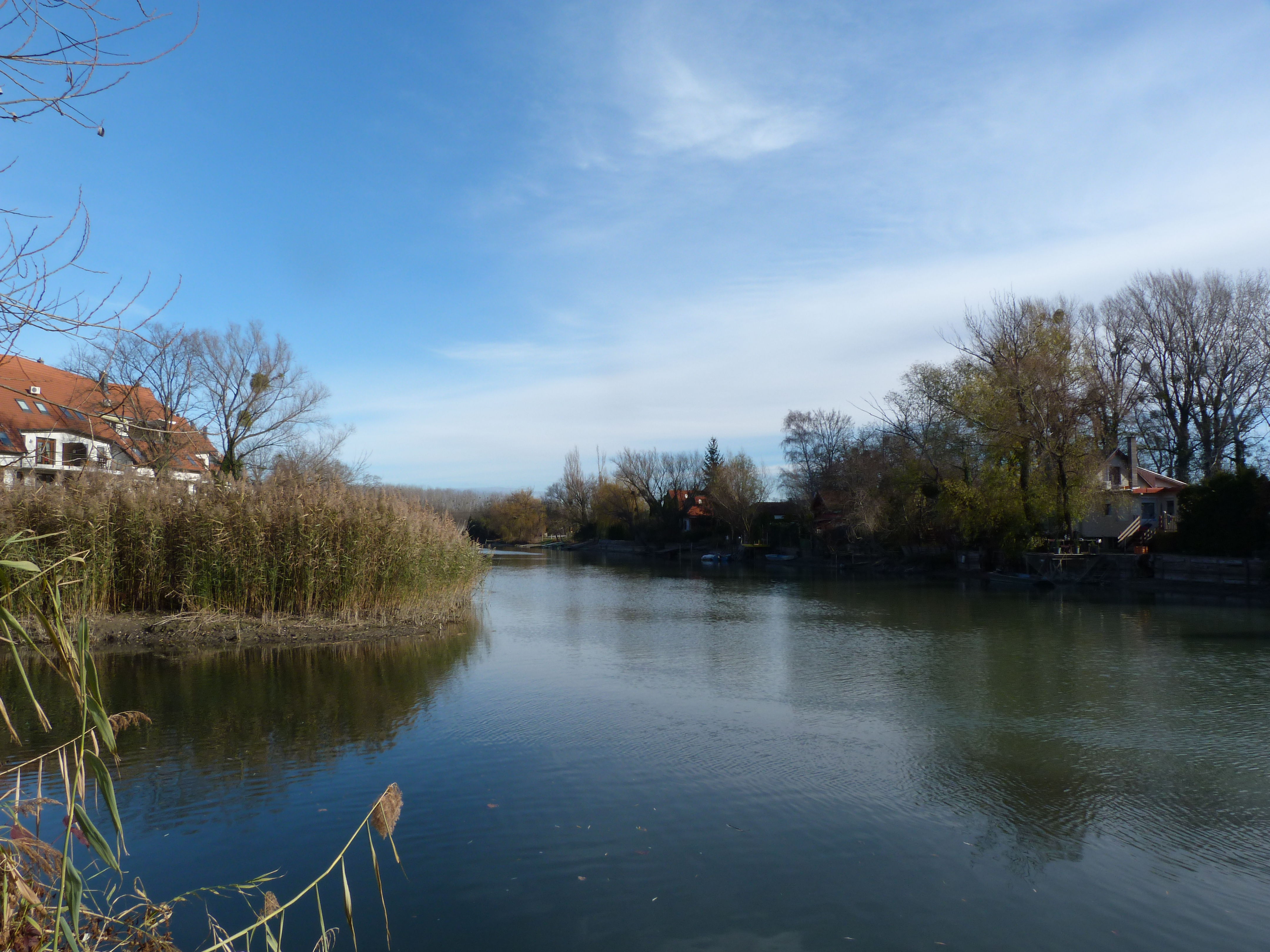
Litawa (po lewej) wpływająca do Dunaju Moszońskiego (po prawej) w Mosonmagyaróvár